# Hermann von Kotze
Hans Hermann Ludwig von Kotze (* 14. Juli 1851 in Brandenburg an der Havel; † 30. April 1925 in Blankenburg (Harz)) war ein preußischer Generalleutnant.

## Leben

### Herkunft
Hermann stammte aus dem Adelsgeschlecht von Kotze. Er war ein Sohn des preußischen Oberst Ludwig von Kotze (1797–1882) und dessen zweiten Ehefrau Adelheid, geborene von Jagow (1815–1887).

### Militärkarriere
Aus dem Kadettenkorps kommend wurde Kotze am 12. April 1869 als Portepeefähnrich dem 1. Thüringischen Infanterie-Regiment Nr. 31 der Preußischen Armee überwiesen. Mitte November 1869 avancierte er zum Sekondeleutnant, wurde während des Krieges gegen Frankreich 1870/71 mit dem Eisernen Kreuz II. Klasse ausgezeichnet und absolvierte 1874/77 die Kriegsakademie. Als Premierleutnant war er für ein Jahr zum Großen Generalstab kommandiert und fungierte anschließend bis Mitte Oktober 1883 als Regimentsadjutant. Unter Stellung à la suite war Kotze anschließend Adjutant der 62. Infanterie-Brigade in Straßburg. Mitte Februar 1885 wurde er Kompaniechef im 1. Hannoverschen Infanterie-Regiment Nr. 74. Unter Beförderung zum überzähligen Major wurde Kotze am 20. Mai 1893 in das Anhaltische Infanterie-Regiment Nr. 93 versetzt. Ab 1899 war er als Oberstleutnant Stabsoffizier im Grenadier-Regiment „König Friedrich I.“ (4. Ostpreußisches) Nr. 5 in Danzig. Unter Beförderung zum Oberst wurde Kotze am 27. Januar 1902 zum Kommandeur des 5. Westpreußischen Infanterie-Regiment Nr. 148 in Stettin ernannt. Am 13. Februar 1906 beauftragte man ihn zunächst mit der Führung der 67. Infanterie-Brigade in Metz und ernannte Kotze am 10. April 1906 mit der Beförderung zum Generalmajor zum Kommandeur dieses Großverbandes. Anlässlich des Ordensfestes wurde er im Januar 1909 mit dem Stern zum Kronenorden II. Klasse ausgezeichnet, bevor er in Genehmigung seines Abschiedsgesuches am 24. März 1909 mit der gesetzlichen Pension zur Disposition gestellt wurde. Wenig später erhielt er den Charakter als Generalleutnant.
Während des Ersten Weltkriegs wurde Kotze als z.D.-Offizier und Kommandeur der 38. Landwehr-Brigade an der Westfront wiederverwendet.

### Familie
Kotze hatte sich am 29. Mai 1888 in Hannover mit Agnes Wülbern (* 1867) verheiratet. Aus der Ehe gingen folgende Kinder hervor:
- Hans Gebhard (1889–1942), deutscher Generalleutnant
- Hans Ulrich (1891–1941), preußischer Offizier, Gesandter
- Hans Joachim (* 1893)
- Hans Eckart (* 1896)
- Adelheid (* 1898)